# جون أوليري (سياسي)
جون أوليري (بالإنجليزية: John O'Leary)‏ هو دبلوماسي ومحامي وسياسي أمريكي، ولد في 16 يناير 1947 في بورتلاند في الولايات المتحدة، وتوفي في 2 أبريل 2005 بسبب تصلب جانبي ضموري. حزبياً، نشط في الحزب الديمقراطي.